# Reinhart Poprawe
Reinhart Poprawe (* 23. Januar 1954 in Offenbach am Main) ist ein deutscher Laser-Physiker. Er war von 1996 bis 2019 Leiter des Fraunhofer-Instituts für Lasertechnik (ILT) in Aachen.
Poprawe studierte ab 1973 Physik an der Universität Mainz, wobei er 1975/76 Werkstudent bei Carl Zeiss in Oberkochen war, 1976/77 an der California State University, Fresno (Master-Abschluss 1977) und ab 1978 an der TH Darmstadt (Diplom 1980). Danach war er wissenschaftlicher Mitarbeiter an der TH Darmstadt, wurde bei Gerd Herziger promoviert und ging 1985 mit Herziger an das neugegründete ILT als Abteilungsleiter. Ab 1989 war er Geschäftsführer der Thyssen Laser-Technik in Aachen. 1996 wurde er Professor an der RWTH Aachen und Leiter des dortigen Instituts für Lasertechnik. Außerdem leitete er das ILT ab 1996. Von 2005 bis 2008 war er Prorektor für Struktur, Forschung und wissenschaftlichen Nachwuchs der RWTH. Er hat den Vorsitz des International Board der Hochschule inne und ist Beauftragter des Rektorats für China.
Er beschäftigt sich unter anderem mit der Entwicklung von diodengepumpten Festkörperlasern und Diodenlasern und mit industriellen Laseranwendungen (Fertigungs- und Messtechnik).
1987 erhielt er den Fraunhofer-Preis. Er war 1987 Mitgründer der ACLAS Lasertechnik und Maschinenbau GmbH in Aachen. Von 2007 bis 2009 war er Präsident der Wissenschaftlichen Gesellschaft Lasertechnik (WLT) und er ist im Vorstand des Arbeitskreises Lasertechnik e. V. Er ist Fellow der Society of Manufacturing Engineers (SME), seit 2006 Fellow des Laser Institute of America (LIA) und Mitglied der Nordrhein-Westfälischen Akademie der Wissenschaften und der Künste. Im Jahr 2011 erhielt er den Innovationspreis des Landes Nordrhein-Westfalen, 2014 eine Ehrenprofessur der Tsinghua-Universität, Peking, und den Arthur L. Schawlow Award des Laser Institute of America (LIA).

## Schriften
- Lasertechnik für die Fertigung: Grundlagen, Perspektiven und Beispiele für den innovativen Ingenieur, Springer 2004
- mit Horst Weber, Hans Joachim Eichler, Wolfgang Schulz (Hrsg.): Landolt-Börnstein Numerical Data and Functional Relationships in Science and Technology, New Series, Gruppe 8, Band 1 B, Teil 1, 2, Laser Fundamentals, Springer 2007, 2008
- mit Konstantin Boucke: Tailored Light. Springer, Berlin 2009, ISBN 978-3-642-01233-4.
- mit Peter Loosen und Friedrich Bachmann (Hrsg.): High Power Diode Lasers. Springer 2007